# Ungarische Eishockeyliga 1961/62
Die Saison 1961/62 war die 25. Spielzeit der ungarischen Eishockeyliga, der höchsten ungarischen Eishockeyspielklasse. Meister wurde zum insgesamt fünften Mal in der Vereinsgeschichte Ferencvárosi TC.

## Modus
In der Hauptrunde absolvierte jede der sechs Mannschaften insgesamt 15 Spiele. Der Erstplatzierte der Hauptrunde wurde Meister. Für einen Sieg erhielt jede Mannschaft zwei Punkte, bei einem Unentschieden gab es einen Punkt und bei einer Niederlage null Punkte.

## Hauptrunde
|    | Klub                  | Sp | S  | U | N  | Tore   | Punkte |
| -- | --------------------- | -- | -- | - | -- | ------ | ------ |
| 1. | Ferencvárosi TC       | 15 | 12 | 2 | 1  | 103:48 | 26     |
| 2. | Újpesti Dózsa SC      | 15 | 10 | 3 | 2  | 113:49 | 23     |
| 3. | Budapesti VSC         | 15 | 8  | 1 | 6  | 57:38  | 17     |
| 4. | Vörös Meteor Budapest | 15 | 7  | 1 | 7  | 77:52  | 15     |
| 5. | Építõk Budapest       | 15 | 3  | 1 | 11 | 49:87  | 7      |
| 6. | Postás SE Budapest    | 15 | 1  | 0 | 14 | 32:157 | 2      |

Sp = Spiele, S = Siege, U = unentschieden, N = Niederlagen

## Meisterkader des Ferencvárosi TC
SpielerJános Beszteri-Balogh, György Grimm, László Csánk, György Kárász, István Kárász, László Jakabházy, János Némon, Lajos Pozsonyi, Peregrini, György Raffa, János Schneck, Béla Schwalm, László Simon, János Szende, Vajdafi, János Vámosi, István Zádor
TrainerLászló Rajkai